# Elleke van Doorn
Elleke van Doorn (Hilversum, 9 oktober 1945) is een voormalig nieuwslezeres bij het NOS Journaal. Zij had deze functie van februari 1985 tot september 1996.
Van Doorn volgde een studie Engels in Utrecht. Deze brak ze echter na twee jaar af en stuurde een open sollicitatie naar de NCRV. Daar werd ze bij de actualiteitenrubriek Hier en Nu aangenomen als productie- en regieassistente. Vrij snel werd ze redacteur-verslaggever bij de radiotak van Hier en Nu, waarbij ze zich via algemene verslaggeving ging specialiseren op onder meer gezondheidszorg. Ze maakte ook documentaires en deed presentatie en eindredactie.
In 1985 werd ze door Noortje van Oostveen, een collega van haar bij Hier en Nu, getipt als presentator bij het NOS Journaal, nadat daar duopresentatie was ingevoerd. Haar contract werd in 1996 abrupt beëindigd, nadat de NOS en zij geen overeenstemming konden bereiken over haar functie. De omroep zag voor Van Doorn in het kader van 'vernieuwing' meer een achtergrondfunctie weggelegd in de eindredactie.
Korte tijd na haar vertrek bij de NOS ging zij parttime Business Update van RTL 5 presenteren, een dagelijks financieel-economisch programma. Dit bleef zij vier jaar doen.
Van Doorn treedt op als dagvoorzitter, vooral bij congressen die met financieel-economische thema's of gezondheidszorg en ethiek te maken hebben.
Van Doorn was getrouwd met Henk Mochel, die op 23 februari 2016 overleed, en heeft twee kinderen.
- International Standard Name Identifier: 0000 0003 8950 1073
- Nederlandse Thesaurus van Auteursnamen: 07193250X
- Virtual International Authority File: 282959209
- WorldCat: E39PBJpjfJcwRBxtPkbJHX8t8C